# Little Lovers 2nd
『Little Lovers 2nd. Yui』（リトルラバーズ セカンド ゆい）は、1998年11月13日に日経映像・NTT出版より発売されたWindows用育成シミュレーションゲーム。

## 概要
リトルラバーズシリーズの第2作。中学生の女の子・ゆいの兄または父として1年間の同居生活を送る。ゲーム内に現実世界と同じ時間が流れるという基本システムは前作『Little Lovers』と変わらないが、シナリオやイベントの一層の充実が図られた。画像データは前作の3倍以上となり、表情のバリエーションは約250種類。音声ファイル数は8,000を超える。また、ウォッチモード時のキャラクター表示がちびキャラからポリゴンに変わった。
当初の発売予定日は11月6日。1998年12月31日までにユーザー登録した人を対象に、「呼びかけ機能付きディスク」（約100の人名を収録し、朝の挨拶などで呼びかけてくれる）がプレゼントされた。初回限定版は途中までしかプレイできず、同梱のハガキで「後編ディスク」を請求する必要があった。

## 登場人物
ゆい
声 - 坂本真綾
私立緑が丘教育大付属中学に通う女の子。長い髪をツインテールにしている。ラクロス部所属、血液型はO型。
成績優秀、スポーツ万能、落ち着いた性格で趣味はバイオリンという正統派ヒロイン。自分の感情に素直なため、喜怒哀楽が激しいところがある。1970年代のアニメが好きらしい。
好きな食べ物はグレープフルーツ、嫌いな食べ物はラーメン。

## スタッフ
- 企画・シナリオ - イシイジロウ（日経映像）
- キャラクターデザイン - 近永早苗
- 音楽 - 大野恭史
- 背景 - 日本アニメーション
- デジタルペイント - 日本コンピュータ・アーツ
- 制作協力 - 日経ビデオバンク、エイチアイ
- アシスタントディレクター - 藪下博文
- ディレクター - イシイジロウ
- アシスタントプロデューサー - 山下武史（NTT出版）
- プロデューサー - 北堀勝一（日経映像）、中村光伸（NTT出版）

## 主題歌
「明日への扉 -The door into tomorrow-」
作詞 - 吉村幸子 / 作曲・編曲 - 大野恭史 / 歌 - 坂本真綾

## 関連商品
リトルラバーズ イラスト集
発売日：1998年6月 / 発行：NTT出版 ISBN 4-7571-8005-5
『Little Lovers』設定資料・イラスト集、声優座談会のほか、『Little Lovers 2nd』『Little Lovers SHE SO GAME』の設定画を収録。